# 山本昌一
山本 昌一（やまもと しょういち、1978年8月3日 - ）は、日本の実業家。
株式会社Shoichiと株式会社YOUDEALの代表取締役社長。

## 来歴
大阪府堺市出身。星光学院中学校卒。
鳥取大学在学中にヤフオクで物販ビジネスを始めたことがきっかけで在庫処分ビジネスに参入。
2005年、法人在庫処分に特化した有限会社Shoichiを設立。2011年に株式会社Shoichiに改組。
2013年、ゲームに特化したイベント＆プロモーション行う株式会社YOUDEALを設立。
2014年、小売店舗「Colors」の展開を関西にて開始。
2018年、オンライン卸ECショップ「アパレル卸問屋.com」をオープン。

### 格闘ゲームプレイヤー
学生時代は格闘ゲームに熱中し、電脳戦機バーチャロンのドルカス使いとして「学生ドルカス（略称：学ドル）」として有名。自身でもバーチャロン学ドル杯を主催。

ヴァンパイアセイヴァーでは山本の名前でサスカッチを使用。1997年の全日本ヴァンパイアセイヴァーチャンピオンシップ決勝トーナメントで梅原大吾と対戦し、惜敗。以後「ウメハラに98％勝った男」と呼ばれる。
「俺は無敗だ
残りのザコが足を引っぱりやがってまったく．．．」